# Michael Jackson’s This Is It
Michael Jackson’s This Is It ist ein Dokumentarfilm von Regisseur Kenny Ortega aus dem Jahr 2009. Er ist weltweit betrachtet, der erfolgreichste Dokumentarfilm der Filmgeschichte, mit einem Einspielergebnis von 267 Mio. US-Dollar.

## Handlung
Der Film dokumentiert die Vorbereitungen des Sängers Michael Jackson zu seiner geplanten, aber aufgrund seines vorzeitigen Todes nicht realisierten Konzertreihe This Is It, die ab Sommer 2009 in der O₂Arena in London hätte stattfinden sollen. Es sind sowohl Szenen auf der Bühne als auch hinter den Kulissen zu sehen. Außerdem zeigt der Film Jacksons Arbeit bei der Entwicklung der Show, Interviews mit Freunden, Crewmitgliedern sowie 3D-Sequenzen, die während der Shows gezeigt werden sollten. Ursprünglich waren die Aufnahmen für den Privatgebrauch Jacksons bestimmt.
In der folgenden Reihenfolge werden Jacksons Lieder im Film gespielt:
| - 1. Wanna Be Startin’ Somethin’ - 2. Jam - 3. Drill + They Don’t Care About Us (inklusive Ausschnitt von HIStory) - 4. Why You Wanna Trip on Me (Instrumental) (inklusive Ausschnitt von She Drives Me Wild) - 5. Human Nature - 6. Smooth Criminal - 11. The Way You Make Me Feel - 12. I Want You Back (Medley) - 13. The Love You Save (Medley) - 14. I’ll Be There (Medley) | - 15. Don’t Stop ’til You Get Enough (Instrumental / kurzer Ausschnitt) - 16. Shake Your Body (Down to the Ground) (Instrumental) - 17. I Just Can’t Stop Loving You - 18. Thriller (mit Ausschnitt aus Ghost Underscore) und Threatened - 20. Who Is It (Instrumental) - 21. Beat It - 22. Black or White - 23. Eine Demoaufnahme von Earth Song - 24. Billie Jean - 25. Man in the Mirror - 26. This Is It (während des Abspanns) - 27. Heal the World (Live-Audio während des Abspanns gespielt) - 28. Human Nature (Live-Audio während des Abspanns gespielt) |

Die Setlist für die Konzerte:
| - 1. Light Man Intro - 2. Wanna Be Startin’ Somethin’ - 3. Jam - 4. The Drill Dance-Sequence - 5. They Don't Care About Us - 6. Human Nature oder manchmal Stranger in Moscow - 7. Smooth Criminal - 8. You Are Not Alone - 9. The Way You Make Me Feel oder manchmal You Rock My World - 10. The Jackson-5-Medley I Want You Back The Love You Save I'll Be There - 11. Shake Your Body (Down to the Ground) Tanzszene - 12. „Off the Wall“-Medley (manchmal) Rock with You Off the Wall Don’t Stop ’til You Get Enough | - 13. I Just Can’t Stop Loving You - 14. Black Panther Video-Interlude - 15. Billie Jean - 16. Thriller - 17. Dirty Diana (das Ende ist der Übergang zu Beat It) - 18. Beat It - 19. Who Is It Instrumental - 20. Dangerous - 21. Bad oder Blood On the Dance Floor - 22. Black or White - 23. Earth Song - 24. We Are the World Interlude - 25. Heal the World - 26. Will You Be There (manchmal) - 27. Man in the Mirror - 28. MJ Air Finale |

## Hintergrund
Jackson arbeitete vier Jahre an der Realisierung von This Is It, gemeinsam mit dem Video-Choreographen Travis Payne, mit dem er seit rund zwanzig Jahren zusammenarbeitete.
Am 5. März 2009 kündigte Jackson in einer Pressekonferenz an, dass er Abschied von der Bühne nehmen wolle. Die Konzertserie This Is It in der Londoner O₂ Arena würden seine letzten Auftritte sein. Aufgrund enorm großer Nachfrage wurde die Konzertreihe von geplanten zehn Konzerten schrittweise um 40 weitere Termine erhöht. Die in Rekordzeit ausverkaufte Konzertreihe sollte insgesamt also 50 Shows vom 13. Juli 2009 bis zum 6. März 2010 umfassen. Am 25. Juni 2009 verstarb Jackson jedoch im Alter von 50 Jahren und alle Konzerte mussten etwa drei Wochen vor Beginn abgesagt werden.
Die Aufnahmen zum Film entstanden von April bis Juni 2009 in Kalifornien – im Staples Center in Los Angeles und in der Mehrzwecksportarena The Forum in Inglewood.

## Veröffentlichung
Am 13. September 2009 feierte der Trailer zu Michael Jackson’s This Is It im Rahmen der MTV Video Music Awards 2009 in New York Premiere. Der Ticketvorverkauf startete am 27. September 2009. Innerhalb der ersten 24 Stunden wurden in Deutschland über 32.000 Karten verkauft.
Am 28. Oktober 2009 brachte Sony Pictures Entertainment Michael Jackson’s This Is It weltweit in die Kinos. Dort sollte der Film ursprünglich für nur zwei Wochen zu sehen sein. Die Laufzeit wurde aber aufgrund der großen Nachfrage verlängert. Der Film spielte am ersten Tag weltweit 20,1 Millionen US-Dollar ein. Nach fünf Tagen im Kino hatten den Film in 782 deutschen Kinos 600.000 Besucher gesehen und wurden weltweit über 100 Millionen US-Dollar eingespielt. Der Film wurde zum erfolgreichsten Konzertfilm aller Zeiten. In Deutschland erreichte er Platz 1 der Kinocharts, der Soundtrack Platz 3 der Album-Charts. Die weltweiten Einspielergebnisse summierten sich nach zwei Wochen Kinolaufzeit auf 200 Millionen US-Dollar.
Bis heute konnte This is it weltweit über 267 Millionen US-Dollar einspielen, was Inflationsbereinigt (Stand August 2024) über 380 Millionen US-Dollar entsprechen, und somit zum Erfolgreichsten Konzert/Dokumentar-Film aller Zeiten gilt.
Der zugehörige Soundtrack erschien am 26. Oktober 2009 auf CD. Auf dem Album finden sich die meisten im Film zu hörenden Lieder, wobei hierfür stets die Originalaufnahme verwendet wurde. So wurde zum Beispiel bei They Don’t Care About Us nicht wie im Film das Lied durch einen Ausschnitt des Songs HIStory unterbrochen, sondern es wurde die Originalversion aus dem Jahr 1995 vom Album HIStory – Past, Present and Future Book I übernommen. Dadurch hört man Jacksons Originalstimme von 2009 nur auf Demos und einem Gedicht – auf der zweiten CD des Soundtracks. Das Titellied This Is It stammt aus dem Archiv und war von Michael Jackson wahrscheinlich nicht für die Konzerte vorgesehen.
Der Song wurde (nach Angaben von Paul Anka, der den Song mit Jackson schrieb) ab 1983 aufgenommen und Stück für Stück bei Gelegenheit bis 2009 fertiggestellt.
Am 25. Februar 2010 wurde der Film auf DVD veröffentlicht. In einer Special-Edition erschien er zusätzlich auf Doppel-DVD, auf Blu-ray Disc, in einer Steelbook-Edition auf einer weiteren Blu-ray Disc sowie auf Universal Media Disc für PlayStation Portable, jeweils mit Bonusszenen.
Der Privatsender ProSieben zeigte die Musikdoku am 24. Juni 2010 anlässlich des Michael Jackson Day als deutsche Free-TV-Premiere.

## Kritiken
„Dass sich die Sache lohnt, scheint so gut wie ausgemacht […] Wie der Film allerdings auf Ruf und Nachruhm des Entertainers wirken wird, dürfte eine andere Geschichte sein. Denn was zu sehen ist, ist zwar kohärent komponiert, im Grunde jedoch nichts Halbes und nichts Ganzes, also weder ein richtiger, spektakulärer Konzertfilm, noch eine echte, aufschlussreiche Dokumentation der Arbeitsweise Jacksons und der Entstehung einer millionenschweren Pop-Show an den Grenzen dessen, was in diesem Genre heute technisch möglich ist.“

„This is it. Das war's. Tatsächlich hat das Probenmaterial zu jener letzten geplanten Show etwas Endgültiges, ja Endzeithaftes. Die stärkste Szene des Trailers ist der Auftritt Jacksons als Anführer einer alienhaften Militärparade. Die Menschheit als schwarze, gleichgeschaltete Automatenarmee: prasselnde Rhythmen, stakkatohaftes Knallen der Stiefelabsätze, schneidende kurze Armschwünge, maschinenartiges Rucken behelmter Köpfe. Es ist der alte Hit Bad, der in eine böse Version der dritte-Welt-Hymne They Don't Care About Us mündet. Das war Jacksons letzte Mission: geharnischte Kulturkritik im großen Stil. Die Humanität als das Menschenmögliche predigen, ohne das Monströse zu leugnen.“

## Auszeichnungen
- Der Film gewann in der Kategorie Bester Tonschnitt einen MPSE Golden Reel Award 2010.
- Der Film erhielt 2010 jeweils eine Nominierung für einen Black Reel Award, einen NAACP Image Award, einen Broadcast Film Critics Association Award sowie einen ACE Eddie Award für den Filmschnitt.